# NGC 1522
NGC 1522 ist eine linsenförmige Zwerggalaxie vom Hubble-Typ S0/P im Sternbild Dorado am Südsternhimmel. Sie ist schätzungsweise 33 Millionen Lichtjahre von der Milchstraße entfernt und hat einen Durchmesser von etwa 10.000 Lichtjahren.
Das Objekt wurde am 27. Dezember 1834 von John Herschel entdeckt.